# Przeżyłam Oświęcim
Przeżyłam Oświęcim – wspomnienia Krystyny Żywulskiej, pisane w latach 1945–1946, pierwsza książka zawierająca relacje osoby więzionej w niemieckim nazistowskim obozie koncentracyjnym i zagłady Auschwitz-Birkenau.
Utwór należy do kręgu literatury obozowej, stanowiąc literackie opracowanie wspomnień autorki z czasu jej pobytu w obozie od sierpnia 1943 do stycznia 1945.

## Codzienność funkcjonowania obozu zagłady
Przeżyłam Oświęcim przedstawia, dzień po dniu, pełne udręki życie w obozie zagłady. Relacja autorki jest wyznaniem świadka, który przetrwał w nieludzkim świecie obozowym. Faktograficzna wartość Przeżyłam Oświęcim jest ogromna, autorka przedstawia codzienne życie oświęcimskie we wszystkich, najdrobniejszych przejawach.

## Losy książki
Pierwsze wydania Przeżyłam Oświęcim rozeszły się w kilkusettysięcznych nakładach, zarówno wersja oryginalna w Polsce, jak przekład rosyjskojęzyczny w krajach ZSRR.
Książka była polską lekturą szkolną od roku 1949 do 1965.
Specjaliści Muzeum Oświęcimskiego dopomogli w przygotowaniu edycji z roku 2004, zaopatrując książkę w liczne przypisy. Wydanie to jest też pierwszym wolnym od interwencji cenzorskich z 1946 roku, co więcej zawiera informacje o treści cenzorskich „poprawek” oryginału. Ta edycja zawiera również 45 zdjęć – pozyskanych z archiwów Muzeum Auschwitz-Birkenau, muzeum holokaustu Yad Vashem w Jerozolimie oraz Narodowego Archiwum Cyfrowego – dokumentujących proces grabieży, udręczenia i zagłady, dokonywany przez nazistowską machinę na więźniach obozu.
Przeżyłam Oświęcim opublikowana została w języku polskim, angielskim – I survived Auschwitz, francuskim – J’ai survecu Auschwitz, niemieckim – Ich überlebte Auschwitz, rosyjskim – Я пережила Освенцим oraz czeskim – Přežila jsem Osvětim.